# Watertown Wolves
I Watertown Wolves (Watertown Privateers nella stagione 2013-2014; fino al 2013, 1000 Islands Privateers) sono una squadra di hockey su ghiaccio con sede a Watertown (fino al 2012 la squadra aveva avuto sede ad Alexandria Bay), nello stato di New York. Fin dalla fondazione, nel 2010, ha militato nella Federal Hockey League.

## Storia
La squadra è nata ad Alexandria Bay con il nome di 1000 Islands Privateers nel 2010, ed ha partecipato fin dalla prima edizione alla FHL. Nelle prime due stagioni raggiunse i play-off, ma venne eliminata in entrambi i casi in semifinale.
Nell'estate del 2012 la squadra venne trasferita a Watertown, ma per la prima stagione, chiusa nuovamente con un'eliminazione in semifinale play-off, mantenne il nome originario. Per la stagione successiva il nome fu cambiato in Watertown Privateers.
La squadra venne ceduta dalla precedente proprietà, nell'estate successiva, alla società Top Shelf Hockey, e la nuova dirigenza decise di ribattezzare la squadra con l'attuale nome.
Ha annunciato la sospensione delle attività a causa di lavori allo stadio del ghiaccio poco dopo aver vinto il proprio primo titolo in FHL, nell'estate del 2015.
Dopo un anno di stop hanno fatto ritorno in FHL a partire dalla stagione 2016-2017, chiusa con una eliminazione in semifinale dei play-off.
La squadra fu nuovamente ceduta prima dell'inizio della stagione 2017-2018: venne acquisita dalla IDHL, LLC., società sussidiaria della Federal Hockey League con il compito di organizzare, a partire dal 2018-2019, un campionato di sviluppo, l'International Developmental Hockey League. Chiuse la regular season al secondo posto, alle spalle dei Port Huron Prowlers. In semifinale eliminò i Carolina Thunderbirds in due gare, ed in finale sconfisse per 3 gare ad 1 i favoriti Prowlers.

## Giocatori famosi
- Peter Campbell
- Tibor Varga